# Pelycidiidae
Pelycidiidae zijn een familie van weekdieren uit de klasse van de Gastropoda (slakken).

## Taxonomie
Het volgende geslacht is bij de familie ingedeeld:
- Pelycidion P. Fischer, 1873
  - = Nannoteretispira Habe, 1961